# 大協
株式会社大協（だいきょう）は、かつて存在した医薬品・医療機器・医療用検査試薬・介護用品・健康食品・一般用医薬品等の卸売販売を行う企業。本社を兵庫県神戸市灘区に置いていた。
企業再編により、現在は株式会社ケーエスケーである。

## 沿革
- 1940年（昭和15年）3月 - 飯塚商店として設立。
- 1958年（昭和33年）5月 - 飯塚薬剤株式会社を設立。
- 1963年（昭和38年）
  - 6月 - 小西薬品株式会社を合併し、大協薬剤株式会社に商号変更。
  - 田辺製薬（現・田辺三菱製薬）の取扱店組織である「MSC会」に加盟。
- 1964年（昭和39年）- 三共との「SPS」に加盟。
- 1965年（昭和40年6月）- 株式会社兵庫薬品を合併し、株式会社大協に商号変更。
- 1982年（昭和57年）12月 - 広島市の成和産業株式会社に島根・鳥取の営業圏を譲渡し山陰地区から撤退。鳥取出張所（鳥取県岩美郡国府町）を廃止。
- 1986年（昭和61年）4月 - 兵東薬販と合併し株式会社シンエーを設立。

## 営業所
- 兵庫県:神戸市・尼崎市・姫路市・明石市・豊岡市・洲本市・宍粟郡山崎町・氷上郡柏原町
- 岡山県:岡山市・津山市

## 主な取引メーカー
- 三共
- 明治製菓
- 中外製薬
- 大塚製薬
- 旭化成
- 東京田辺
- 萬有製薬
- エーザイ
- 鳥居薬品